# Strakonice
Strakonice (în germană Strakonitz) este un oraș cu 23.750 loc. (în 2003) de pe cursul râului Otava, fiind situat în Regiunea Boemia de Sud (Jihočeský kraj), Republica Cehă. El este capitala districtului Okres Strakonice.

## Istoric
În regiunea orașului se află o cetate întemeiată în 1243 care este situată la vărsarea râului Volyňka în Otava. Cetatea a aparținut Cavalerilor Ioaniți, iar localitatea a apărut ulterior, fiind recunoscută ca oraș în anul 1367. În timpul războaielor husite în 1420, Jan Žižka ocupă orașul fără a reuși cucerirea cetății. În 1421 priorul ioanit din Boemia își mută rezidența în Strakonice, cetatea rămânând proprietate ioanită până în anul 1925. În Strakonice a existat o comunitate evreiască din secolul XVI, care a dispărut în perioada nazismului, existența comunității fiind atestată de cimitirul evreu al orașului. La începutul secolului al XIX-lea în Strakonice sunt produse fesuri orientale care sunt exportate în toată lumea. Prin anii 1930 a început perioada de industrializare a orașului.

## Personalități
- Johann Anton Graf Losy von Losinthal (n. ca. 1645) compozitor și magistrat regal
- František Ladislav Čelakovský (1799-1852), scriitor, culegător de balade populare